# Црква Светог великомученика Прокопија у Брези
44° 01′ 12″ С; 18° 15′ 42″ И / 44.0199204° С; 18.2617366° И
Црква Светог великомученика Прокопија је храм Српске православне цркве који се налази у Брези у Босни и Херцеговини, у близини Сарајева. Припада дабробосанској митрополији, архијерејском намесништву Сарајевском и седиште је Брезанске парохије. Посвећен је светом великомученику Прокопију.
Градња цркве је започела 1930. године, на земљишту које је СПЦ поклонио пензионисани свештеник Јован Марјановић. Грађена је углавном од прихода рудара, утрошено је преко 500.000 динара. Цркву је на Петровдан 1936. године осветио митрополит Дабробосански Петар (Зимоњић). Године 1940. основана је брезанска парохија од делова илијашке, височке и варешке парохије а Црква Светог великомученика Прокопија је постала седиште ове парохије. До ове године Бреза и околна села били су у саставу илијашке парохије.
Новооснована парохија није имала сталног свештеника све до 1972. године. Опслуживали су је следећи свештеници: Бранислав Ристић, епархијски службеник до априла 1941. године; Јован Марјановић, пензионисани свештеник од 1946. до 1949; Слободан Радовић, парох височки од 1949. до 1963; сарајевски свештеници од 1963. до 1971; Ранко Гуњић, парох варешки 1971. Први стални парох на брезанској парохији био је Миле Рацковић од 1972. до 1992. Почетком рата у БиХ 1992. године српско становништво брезанске парохије се углавном иселило. Током рата па све до 1997. године у цркви у Брези је повремено служио протојереј Мирослав Дринчић, парох зенички; од 1997. до 1999. године бивши парох брезански Миле Рацковић; од 1999. до 2001. парох какањски Борис Бандука а од краја 2001. такође парох какањски Мирослав Вујичић.